# Chae Soo-bin
Chae Soo-bin (eigentlich Bae Soo-bin (배수빈); * 10. Juli 1994 in Anyang) ist eine südkoreanische Schauspielerin. Sie erlangte Bekanntheit durch ihre Auftritte in Fernsehserien wie Love in the Moonlight und I’m Not a Robot.

## Leben
Chae Soo-bin wurde 2014 auf der Straße von einem Castingdirektor entdeckt und erhielt im selben Jahr ihre erste Filmrolle im Drama My Dictator. Sie nahm ihren Künstlernamen an, um nicht mit dem Schauspieler Bae Soo-bin verwechselt zu werden. 2015 spielte Chae Soo-bin als Han Eun-soo eine der Hauptrollen in der 50 Folgen langen Fernsehserie House of Bluebird. Im selben Jahr gehörte sie zudem zur Hauptbesetzung der Serie Cheer Up! und erhielt für ihre beiden TV-Rollen als beste neue Schauspielerin sowohl den APAN Star Award als auch den KBS Drama Award.
2016 erlangte Chae Soo-bin weitere Bekanntheit durch ihre Rolle der Jo Ha-yeon in der erfolgreichen Historienserie Love in the Moonlight. 2017 folgte mit The Rebel eine weitere Historienserie, in der sie eine Hauptrolle spielte. Im selben Jahr erhielt Chae Soo-bin zudem Hauptrollen in den Serien Strongest Deliveryman und I’m Not a Robot, in der sie Jo Ji-ah verkörperte. 2018 spielte sie in der 32 Folgen langen Liebesserie Where Stars Land an der Seite von Lee Je-hoon.
2021 war Chae Soo-bin die Hauptdarstellerin in Netflix-Liebeskomödie Sweet & Sour. 2022 spielte sie Go Eun-gang, eine der Hauptrollen in der für Walt Disney produzierten Streaming-Serie Rookie Cops. 2024 war Chae in dem Actionthriller Hijack 1971 und als Hauptdarstellerin in der Dramaserie When the Phone Rings zu sehen.

## Filmografie (Auswahl)
- 2014: My Dictator (Naui Dogjaeja)
- 2015: House of Bluebird (Parangsaeui Jib; Fernsehserie, 50 Folgen)
- 2015: Cheer Up! (Balchikhage Gogo; Fernsehserie, 12 Folgen)
- 2015: My Catman (Streaming-Serie, 10 Folgen)
- 2016: Love in the Moonlight (Gureumi Geurin Dalbit; Fernsehserie, 18 Folgen)
- 2016: Shopping King Louie (Syoping-wang ru-i; Fernsehserie, eine Folge)
- 2017: The Rebel (Yeokjuk: baegseong-eul humchin dojeog; Fernsehserie, 30 Folgen)
- 2017: Strongest Deliveryman (Choegang Baedalkkun; Fernsehserie, 16 Folgen)
- 2017–2018: I’m Not a Robot (Robos-i Ani-ya; Fernsehserie, 32 Folgen)
- 2018: Where Stars Land (Yeougaksibyeol; Fernsehserie, 32 Folgen)
- 2019: Rosebud (Geudae Ireumeun Jangmi)
- 2020: A Piece of Your Mind (Banui ban; Fernsehserie, 12 Folgen)
- 2021: Sweet & Sour (Saekom-Dalkom)
- 2022: Pirates: Der Schatz des Königs (Haejeok: Dokkaebi Gitbal)
- 2022: Rookie Cops (Neowa Naui Gyeongchalsueop, Streamingserie, 16 Folgen)
- 2022: The Fabulous (Deo Paebyulleoseu, Streamingserie, 8 Folgen)
- 2024: Hijack 1971 (Haijaeking)
- 2024: When the Phone Rings (Jigeum geosin jeonhwaneun; Fernsehserie, 12 Folgen)